# Herrklubb

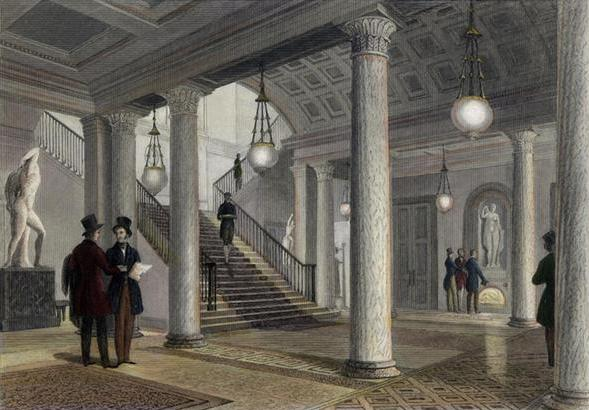
Lobbyn på Athenaeum Club, en av Londons klassiska herrklubbar, grundad 1824.

Med herrklubb avses en exklusiv sammanslutning bestående av enbart män, vilken i regel disponerar egna umgänges- och måltidslokaler för sina medlemmar. Herrklubbarnas ursprung kan dateras till 1600-talets England. Ordet används också i överförd nedsättande bemärkelse om andra sammanhang där män anses dominera och hålla varandra om ryggen.

## De engelska klubbarna (Gentlemen's clubs)

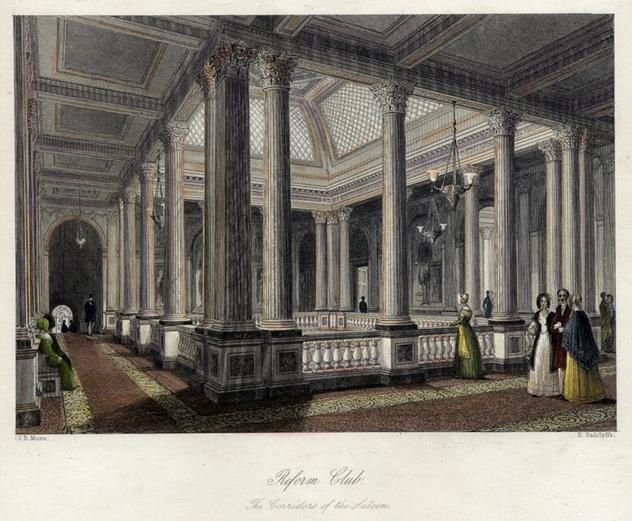
Interiör från den berömda Reform Club.

De tidigaste engelska herrklubbarna uppstod i London under 1600-talet. Till skillnad från sina senare efterföljare disponerade dessa i regel inte egna lokaler utan man träffades på olika värdshus eller kaffehus. Till kända tidiga sådana klubbar hör "The Mermaid", grundad av sjömilitären Sir Walter Raleigh och med bland annat William Shakespeare och John Donne som medlemmar. Under 1600-talets slut och 1700-talet politiserades klubbarna i stor utsträckning, och tories respektive whigs höll sig i separata klubbar. 
Londonklubbarna var ursprungligen påtagligt aristokratiska, men med det kapitalstarka borgerskapets framväxt uppstod nya klubbar riktade till denna målgrupp. Det var i stor utsträckning dessa klubbar som hade en tillräckligt stark finansiell grund för att kunna bygga de egna exklusiva lokaler som man i dag förknippar de typiska londonklubbarna med. Under 1800-talets lopp kom också de aristokratiska och ursprungligen borgerliga klubbarna att i allt större utsträckning sammansmälta. Klubbarna behöll dock samtidigt sin exklusivitet i fråga om vilka och hur många man tog in som medlemmar; under sent 1800-tal kunde de kändare klubbarna ha en väntetid på tjugo år för presumtiva nya medlemmar.
Klubbväsendet är numera på nedgång kvantitativt sett. Vid sekelskiftet 1900 fanns runt 200 herrklubbar i London, knappt hundra år senare endast ett fyrtiotal. En anledning är höjda hyreskostnader, vilka framtvingat ytterligare höjningar av de redan i grunden höga medlemsavgifterna. Trots benämningen "gentlemen's clubs" har också ett antal klubbar i modernare tid börjat acceptera även kvinnliga medlemmar. Först ut att göra detta var den även historiskt sett liberalt anknutna "Reform Club", vilken öppnade för kvinnor 1981. Ett liknande förslag att öppna klubben "Garrick's" för damer röstades dock så sent som 1992 ned med 363 röster mot 94.
Geografiskt är många av Londons herrklubbar belägna i områdena Pall Mall och St James's i stadens West End.

## Herrklubbar utanför England

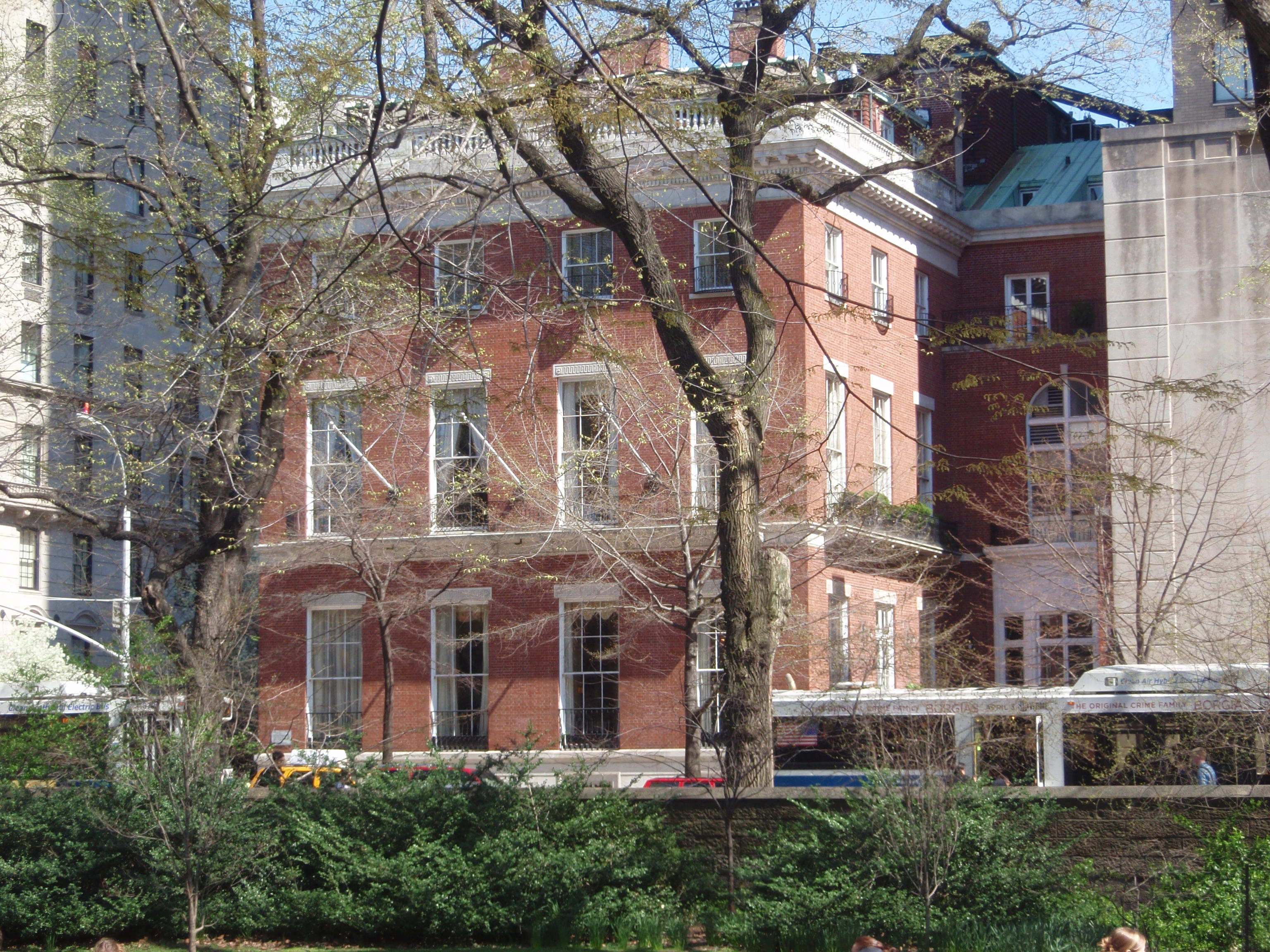
Knickerbocker Clubs lokaler i New York

De engelska klubbarnas idé och koncept har med tiden spritt sig till många andra länder. Exempel på kända herrklubbar runt om i världen är Jockey Club (Paris, 1834), Caccia Club (Rom), Metropolitan Club (Washington, D.C., 1863) och Knickerbocker Club (New York, 1871).

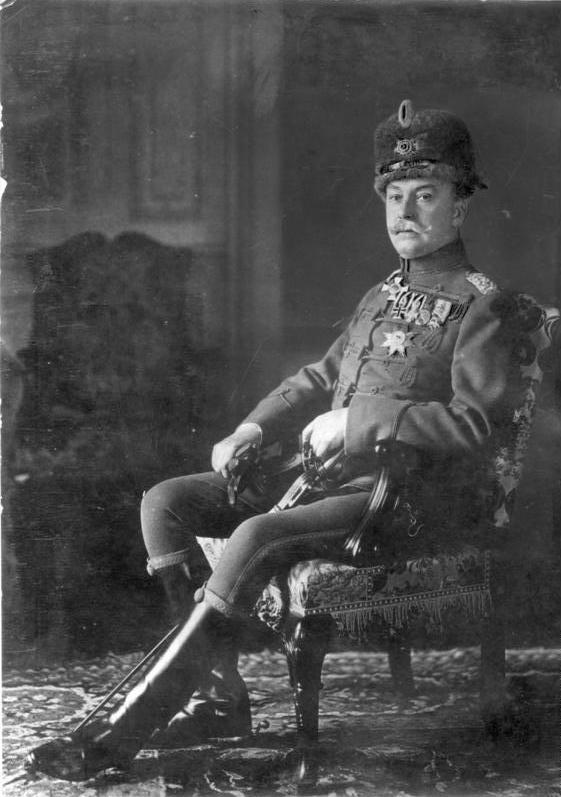
Furst Heinrich XV av Pless var från 1910 president för den tyska Union Klub.

I Berlin bildades 1867 Union Klub, en starkt aristokratisk herrklubb dominerad av officerare och andra personer med intresse för ridsport, vilken från 1882 disponerade flotta egna umgänges- och måltidslokaler. En senare känd tysk klubb var den 1924 grundade Deutscher Herrenklub, vilken samlade framför allt adliga jurister och officerare (men däremot inte särskilt många representanter för näringslivet). Till kända medlemmar hörde generalfältmarskalkerna Paul von Hindenburg och August von Mackensen samt även den blivande rikskanslern Franz von Papen. Trots att Deutscher Herrenklub inte var en uttalat politisk organisation så anses de kontakter och den opinionsbildning som ägde rum inom klubben ha haft viss inverkan på det politiska spel som 1933 förde Hitler till makten. Samtidigt rymde dock klubben också en del av de adliga officerare som låg bakom 20 juli-attentatet, och efter detta förbjöds Deutscher Herrenklub.

### Herrklubbar i Sverige

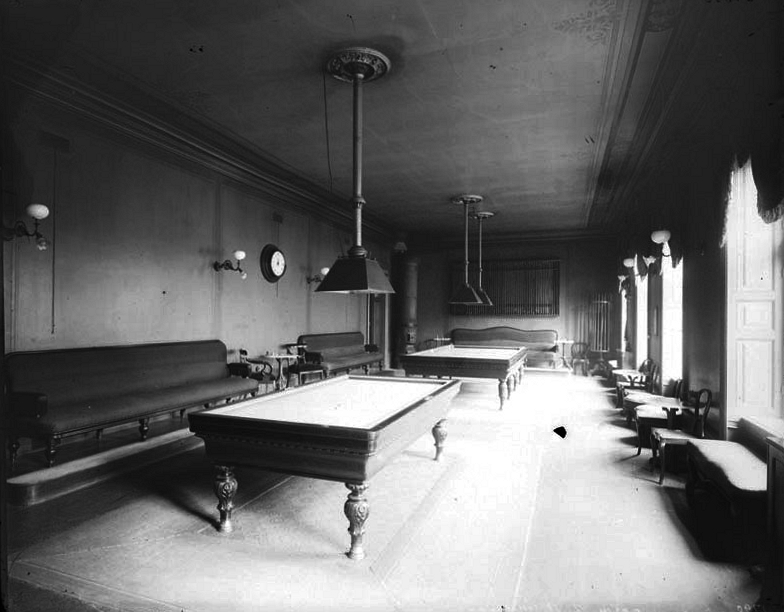
Biljardsalongen på herrklubben Sällskapet i Stockholm 1901.

Den äldsta herrklubben av engelskt snitt i Sverige är den ännu existerande Royal Bachelors' Club i Göteborg, vilken grundades redan 1769 och därmed är en av de fyra äldsta ännu existerande klubbarna av detta slag i världen. Flertalet av klubbens grundare var personer med engelsk eller skotsk bakgrund.
I huvudsak var det dock i Stockholm som ett antal klubbar kom att etableras decennierna kring år 1800. Här fanns sedan 1700-talet också en tradition av politiska klubbar och mer eller mindre hemliga ordenssällskap, på vilka de nya mer renodlat sociala klubbarna kunde bygga vidare. Enligt Claës Lundins och August Strindbergs bok Gamla Stockholm ska det ha varit 1784 som man första gången förordade inrättandet av en klubb där medlemmarna "sedan de slutat sina arbeten och dagliga göromål" skulle kunna komma att få "tillbringa en och annan stund i hederligt, upplyst och muntert folks sällskap, att der underrättas om intressanta nyheter, höra eller deltaga i angenäma samtal, m. m.". Bakom initiativet stod bland annat medlemmar av Kungliga Patriotiska Sällskapet, men det är osäkert huruvida det realiserades. 
Ett par mer kortlivade klubbar (även kallade "sociétéer") är kända från 1790-talet, men det var med grundandet av Sällskapet år 1800 som staden fick sin första mer långvariga herrklubb med egna lokaler (ursprungligen Kirsteinska huset vid Munkbron). Antalet medlemmar i Sällskapet var ursprungligen satt till 500, vilka hade tillgång till klubblokalerna från klockan 8 på morgonen till midnatt och erbjöds två lagade måltider om dagen. Sällskapet följdes sedermera av Lilla Sällskapet (1814), Mindre Sällskapet (1817), Södra sällskapet (1843) och Nya Sällskapet (1874; även känt som Adelsklubben)..

## Herrklubbens funktion
Anthony Lejeune har i boken The Gentlemen's Clubs of London beskrivit den traditionella herrklubbens funktion och syfte enligt följande:
En klubb är, trots allt, en plats dit en man går för att få vara bland sin egen sort. En bra klubb är mycket mer än bara ett utspisningsställe. Den bör vara en plats där man kan söka tillflykt från den yttre världens vulgaritet, en betryggande fast punkt, ekot av ett mer civilserat sätt att leva [...].
Svenska "Sällskapet" beskriver sin verksamhet som att den "har som uppgift att skapa en god miljö för umgänge och trevnad" och skall erbjuda "sina ledamöter ett digert utbud av programpunkter i form av föredrag och debatter inom ett vitt fält intresseområden samt möjlighet till luncher och middagar både i gemenskap eller med individuella gäster".

## "Herrklubb" som metafor
Litteraturhistorikern Henrik Schück betecknade kring sekelskiftet 1900 kritiskt Svenska akademien som "Sveriges mest exklusiva herrklubb".

### Huvudkällor
- Fabrice d'Almeida: High Society in the Third Reich (Cambridge 2008)
- Mats Gellerfelt: Handbok för ungkarlar (kapitlet "Herrarna går på klubben") (Stockholm 1992)
- Claës Lundin & August Strindberg: Gamla Stockholm: anteckningar ur tryckta och otryckta källor (kapitel XIII: "Ordens-Sällskap och Klubbar") (Stockholm 1882)

### Fotnoter för enskilda detaljuppgifter
1. ↑  ”Historik på Reform Clubs hemsida”. Arkiverad från originalet den 15 juli 2011. https://web.archive.org/web/20110715171053/http://www.reformclub.com/home/about/history. Läst 10 juli 2011.
2. ↑  Rörande nedläggningen av klubben, se Benno Müller-Hill: Murderous science - Elimination by scientific selection of Jews, Gypsies, and others in Germany 1933-1945 (New York 1998), sidan 166.
3. ↑  ”Historik på Royal Bachelors' Clubs hemsida”. Arkiverad från originalet den 31 augusti 2011. https://web.archive.org/web/20110831055910/http://www.rbc.se/rbc.asp. Läst 11 juli 2011.
4. ↑  "Nya Sällskapet" i Nordisk Familjebok, band 20 (Stockholm 1914)
5. ↑  Översättning från engelska originaltexten citerad hos Gellerfelt 1992
6. ↑  ”Sällskapets hemsida”. Arkiverad från originalet den 7 juli 2011. https://web.archive.org/web/20110707213919/http://www.sallskapet.se/content/om-klubben-och-dess-historia. Läst 10 juli 2011.
7. ↑  Pelle Holm: Bevingade ord (14:e upplagan, Stockholm 1985), sidan 122.